# La Mennulara
La Mennulara è il primo romanzo di Simonetta Agnello Hornby. Pubblicato nel 2002, racconta la vita e la morte di Rosalia Inzerillo, detta la Mennulara (la raccoglitrice di mandorle), nella cornice di una Sicilia agraria ancora conservatrice. 

## Storia editoriale
Il libro ha ricevuto il 7 giugno 2003 il Premio Letterario Forte Village; nello stesso anno, ha vinto il Premio Stresa di Narrativa, e il Premio Alassio Centolibri - Un Autore per l'Europa ed è stato finalista al Premio del Giovedì "Marisa Rusconi".
È stato inoltre tradotto in catalano, ungherese, galiziano, norvegese, finlandese, inglese, polacco, svedese, serbo, ebraico, tedesco, coreano, spagnolo e francese.

## Trama
Il 23 settembre 1963 muore Rosalia Inzerillo, soprannominata da tutti la Mennulara per essere stata in gioventù raccoglitrice di mandorle. La Mennulara, domestica a servizio della famiglia Alfallipe fin dall'età di 13 anni, aveva in realtà ricoperto, grazie alla sua brillante intelligenza, un ruolo ben più importante di quello di cameriera: era stata anche l'amministratrice dei beni della famiglia. Infatti, nonostante non fosse in grado di scrivere ma solo di leggere, la Mennulara era diventata il cardine centrale della famiglia Alfallipe sia dal punto di vista affettivo che da quello economico: le sue capacità nel gestire i beni della famiglia Alfallipe avevano consentito ad ogni componente della famiglia di continuare a fare ciò che ognuno preferiva, senza preoccupazioni materiali. 
Allo stesso tempo, l'intelligenza e la caparbietà della Mennulara erano riuscite nel tempo a sfruttare le non-occasioni della sua vita, trasformando in elementi positivi e a suo favore tutte le grandissime disgrazie da lei incorse fin dalla fanciullezza. Queste tragedie, dalla morte del padre, alla responsabilità di mantenere la sorellina e la mamma malate, alla violenza che aveva subìto, avevano fatto sì che fosse circondata da una cappa di apparente freddezza che incuteva timore e rispetto reverenziale. Tutti in paese parlavano di lei, favoleggiando sulla ricchezza che avrebbe accumulato in modo non chiaro, forse addirittura grazie ai suoi rapporti con un mafioso.

## Struttura e stile
Il romanzo, attraverso brevi capitoli dai titoli di sapore quasi boccaccesco e mediante un io narrante sempre diverso, fornisce il resoconto, non privo di toni leggeri e vivaci, della misteriosa vita della “mennulara” Rosalia, che in una successione di colpi di scena sempre più apparirà al lettore vittima anziché carnefice.

## Opere derivate
- Nel 2011 il Teatro Stabile di Catania ha prodotto l'adattamento per le scene scritto dalla stessa Simonetta Agnello Hornby e da Gaetano Savatteri con protagonista Guia Jelo, per la regia di Walter Pagliaro.[6]
- Nel 2018 l'illustratore Massimo Fenati realizza, con la supervisione dell'autrice, una versione graphic novel del romanzo, pubblicata nella collana Feltrinelli Comics[7].

## Edizioni
- La Mennulara, Collana I Narratori n.619, Milano, Feltrinelli, 2002, ISBN 978-88-070-1619-6.
- La Mennulara, nuova edizione riveduta e ampliata[4], Collana I Narratori, Milano, Feltrinelli, 2019, ISBN 978-88-070-3302-5.